# 西岳庙
西岳庙位于中华人民共和国陕西省华阴市城东，又称华嶽庙，是祭祀西岳华山的场所，1988年被列为第三批全国重点文物保护单位。
西汉元光元年（公元前134年）建集灵宫于黄甫峪口，东汉时迁于现址，后改称西岳庙。

## 结构

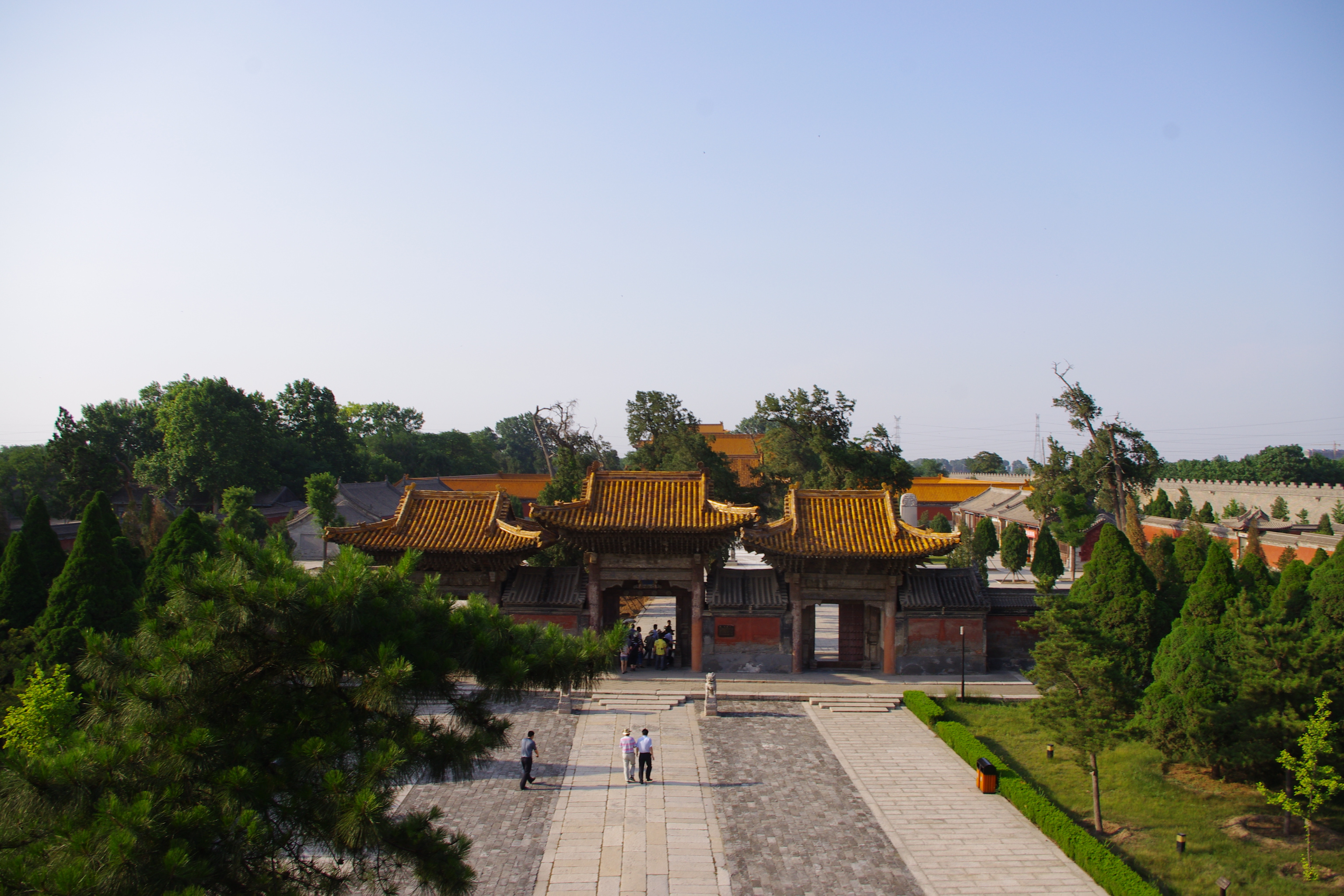
西岳庙棂星门

现存建筑为明清时所建，占地186亩，坐北朝南，主城南北长498米，有三进院落，城墙高10米，厚7米，四角有角楼。南门为午门，第一进院落有五岳石；棂星门之后为第二进院落，内有石牌坊和碑楼；金城门内为第三进，内有灏灵殿，为西岳庙主体建筑，面阔九间，进深五间；殿后为寝宫。